# Хурайс
Хурайс (по-арабски:حقل خريص) — крупное нефтяное месторождение в Саудовской Аравии. Расположено примерно в 250 км к юго-западу от Дахрана и в 150 км от Эр-Рияда. Открыто в 1963 году. Начальные запасы нефти составляют 2,3 млрд тонн.
Нефтегазоносность связана с отложениями юрского возраста.
Добыча нефти за 2016 год составила 10 млн. тонн или 200 тыс. баррелей в день.